# Kesiksuyu
Kesiksuyu è un fiume turco tagliato dalla diga di Mehmetli (o diga di Kesiksuyu ). Si trova nella provincia di Osmaniye. Le acque di questo fiume si gettano nella riva destra del fiume Ceyhan nei pressi del villaggio di İnceyer nel distretto di Ceyhan.